# Ignaz Heinrich Schürmayer
Ignaz Heinrich Schürmayer (* 4. Februar 1802 in Freiburg im Breisgau; † 24. Mai 1881 ebenda; auch Schirmeyer, Schuermayer, Schürmeyer, Schurmeyer) war ein deutscher Arzt und Gerichtsmediziner.
Schürmayer studierte als Sohn eines Hammerwerksbesitzers Medizin in Freiburg und wurde 1824 promoviert (Ueber den Bau und die Verrichtung der serösen Häute). Schürmayer arbeitete als Amtsarzt und Medizinalbeamter in Emmendingen und Bonndorf sowie ab 1848/1849 als ordentlicher Professor für gerichtliche Medizin an der Universität Heidelberg. Allerdings wurde er auf sein Ansuchen hin im selben Jahr bereits wieder als Oberamtsphysikus nach Emmendingen versetzt. Schürmayer war Verfasser vieler Arbeiten auf dem Gebiet der forensischen Medizin und Sanitätspolizei.

## Veröffentlichungen
- Anweisung zur sichern Heilung der Knochenbrüche des Ober- und Unterschenkels, durch eine einfache und wohlfeile Maschine., Freiburg, 1833
- Die Kunstfehler der Medizinalpersonen in strafrechtlicher, gerichtlich-medizinischer und medizinisch-polizeilicher Beziehung, Freiburg, 1838
- Lehrbuch der gerichtlichen medicin ..., Erlangen, 1861
- Medicinal- und Sanitäts-Policei : I. Die Pokenkrankheit als Gegenstand der Medicinal-Polizei, Erlangen, 1862
- Lehrbuch der gerichtlichen Medicin. Mit Berücksichtigung der neueren Gesetzgebungen des In- und Auslandes, insbesondere des Verfahrens bei Schwurgerichten. Für Ärzte und Juristen Erlangen, 1854
- Gerichtlich-medicinische Klinik; oder, Practischer Unterricht zur Untersuchung und Begutachtung gerichtlich-medicinischer Fälle ..., Erlangen, 1846
- Practisches Handbuch der niederen oder hilflichen Chirurgie. Nebst Anleitung zur Krankenwarte und richtigen Besorgung der Leichenschau ..., Erlangen, 1847
- Handbuch der medicinischen Policei; nach den Grundsätzen des Rechtsstaates, zu academischen Vorlesungen, und zum Selbstunterrichte für Aerzte und Juristen, Erlangen, 1856